# Chelsea Hammond
Chelsea Hammond (née le 2 août 1983 à New York, aux États-Unis) est une athlète jamaïcaine, spécialiste du saut en longueur. 

## Biographie
Elle se classe quatrième des Jeux olympiques de 2008, à Pékin, en établissant la meilleure marque de sa carrière avec 6,79 m. La Russe Tatyana Lebedeva, médaillé d'argent étant disqualifiée pour dopage en 2016, Chelsea Hammond pourrait récupérer la médaille de bronze vacante.

### Palmarès
| Date | Compétition     | Lieu  | Résultat | Épreuve          | Performance |
| ---- | --------------- | ----- | -------- | ---------------- | ----------- |
| 2008 | Jeux olympiques | Pékin | 3e       | Saut en longueur | 6,79 m      |

### Records
| Épreuve          | Performance | Lieu  | Date         |
| ---------------- | ----------- | ----- | ------------ |
| Saut en longueur | 6,79 m      | Pékin | 22 août 2008 |